# Hawker Tornado
Hawker Tornado byl britský jednomotorový jednomístný celokovový stíhací letoun z období druhé světové války. Jeho sériová výroba nebyla realizována vzhledem k problémům s pohonnými jednotkami Rolls-Royce Vulture. Do výroby i služby v Royal Air Force byl zařazen paralelně vyvíjený Hawker Typhoon, který s typem Tornado sdílel většinu prvků konstrukce draku, ale poháněn byl motorem Napier Sabre.

## Vývoj
V roce 1937 pracovaly britské motorářské společnosti na vysoce výkonných pohonných jednotkách o výkonu přes 1470 kW. Jednalo se o řadové dvacetičtyřválce typu Napier Sabre s válci do H a Rolls-Royce Vulture s válci do X. Šéfkonstruktér letecké firmy Hawker Aircraft Ltd. Sydney Camm nejprve navrhl stíhací letoun pro motor Sabre a v červenci 1937 poslal dokumentaci na ministerstvo letectví. Air Ministry pak zadalo v lednu 1938 specifikace F.18/37, na jejichž základě začal vývoj prototypů.
Výsledkem byla konstrukce jednotného stroje pro oba typy motorů. Pro motor Sabre se základní koncepce měnila na typ N, pro motor Vulture na typ R. V srpnu 1938 objednalo ministerstvo letectví čtyři prototypy po dvou od každé verze.
Jako první vzlétl 6. října 1939 prototyp varianty Hawker Tornado R (P5219) s pohonnou jednotkou Rolls-Royce Vulture II o výkonu 1294 kW. Během letových testů se při vyšších rychlostech projevilo nepříznívé aerodynamické působení chladiče pod trupem. Prototyp byl překonstruován a od 6. prosince 1939 létal s chladičem instalovaným pod přídí těsně za vrtulí. Křídlo tlustého profilu, mírně lomené do M, bylo vybaveno pro 12 kulometů Browning ráže 7,7 mm. První vyrobené Tornado však bylo záhy zničeno při havárii.

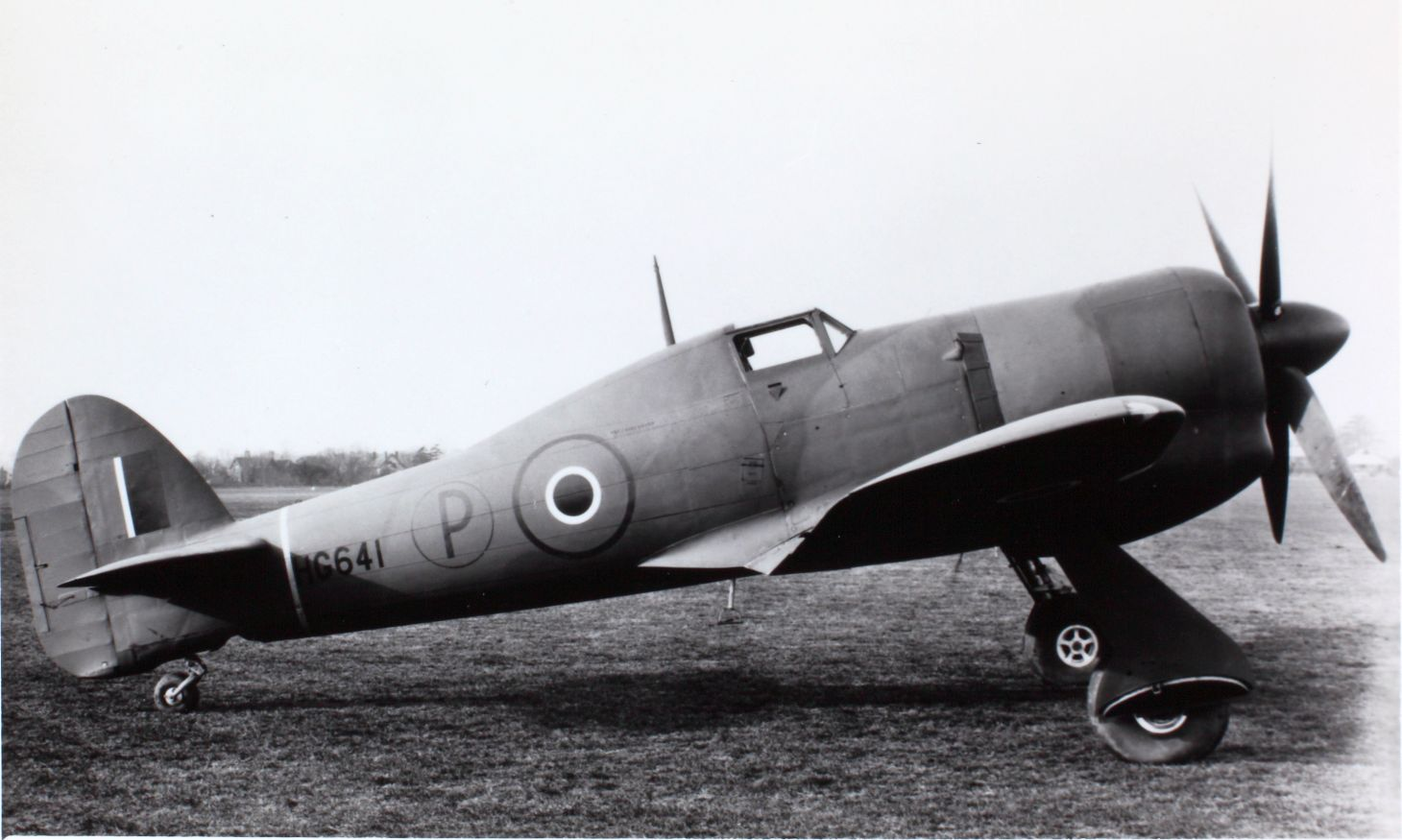
Třetí prototyp letounu Hawker Tornado N (HG641), s motorem Bristol Centaurus

Druhý prototyp (P5224) se pro zaneprázdnění sériovou výrobou strojů Hawker Hurricane dostal k zalétání až 5. prosince 1940. Druhé Tornado bylo opět poháněno motorem Vulture II, ale jeho křídlo již bylo vybaveno pro montáž čtveřice kanónů British Hispano ráže 20 mm. Při zkouškách druhého prototypu docházelo k lámání šroubů ojnic motoru Vulture II a proto byla firma Hawker počátkem roku 1941 vyzvána k jeho náhradě jinou pohonnou jednotkou, zejména hvězdicovou. Zatím však použila u druhého vyrobeného stroje od března 1941 motor Vulture V s výkonem 1455 kW.
Již během roku 1940 obdržela společnost Hawker zakázku na letouny Tornado, která byla převedena na firmu Avro v Manchesteru. Zde vznikl jediný sériový letoun Hawker Tornado Mk.I (R7936), který podnikl svůj první let 29. srpna 1941 ve Woodfordu. Následně byla sériová výroba s ohledem na obtíže motorů zastavena. Jediné sériové Tornado zůstalo na zkušebních základnách, kde sloužilo k testům protiběžných vrtulí.
V únoru 1941 obdržela firma Hawker zakázku na novou variantu Tornada s dvouhvězdicovým osmnáctiválcem Bristol Centaurus Ce.4S o výkonu 1624 kW. Vznikl tak třetí prototyp (HG641), zalétaný 23. října 1941. Stroj dosahoval rychlosti 647 km/h oproti 640 km/h verze s Vulturem V, byl však horší ve stoupání a dostupu. Do hladiny 6100 m vystoupal za 8,4 min, starší varianta za 7,2 min. Dostup byl 10 000 m oproti 10 640 m předchůdce.
Úspěšněji probíhal vývoj verze N s pohonnou jednotkou Sabre. Stal se z něho stíhací letoun Hawker Typhoon, používaný zejména k útokům na pozemní cíle. Další vývoj pak vedl k dokonalejšímu typu Hawker Tempest.

## Specifikace (Typ R)

Hawker Tornado

Údaje podle

### Technické údaje
- Posádka:
- Rozpětí: 12,78 m
- Délka: 10,01 m
- Výška: 4,47 m
- Nosná plocha: 26,33 m²
- Hmotnost prázdného letounu: 3803 kg
- Vzletová hmotnost: 4845 kg
- Pohonná jednotka:  1 × čtyřiadvacetiválec s válci do X Rolls-Royce Vulture V
- Výkon pohonné jednotky: 1455 kW

### Výkony
- Maximální rychlost v hladině 7020 m: 640 km/h
- Výstup na 6100 m: 7,2 min
- Dostup: 10 640 m
- Dolet: 965 km